# 科夫城鎮區 (阿肯色州克勞福德縣)
科夫城克里克鎮區（英語：Cove City Township）是位於美國阿肯色州克勞福德縣的一個行政鎮區。

## 地方資料
科夫城克里克鎮區的面積為70.98平方千米，當中陸地面積為70.98平方千米，而水域面積為0.00平方千米。根據2010年美國人口普查的數據，當地共有人口219人，而人口密度為每平方千米3.09人。